# Гарден, Мэри

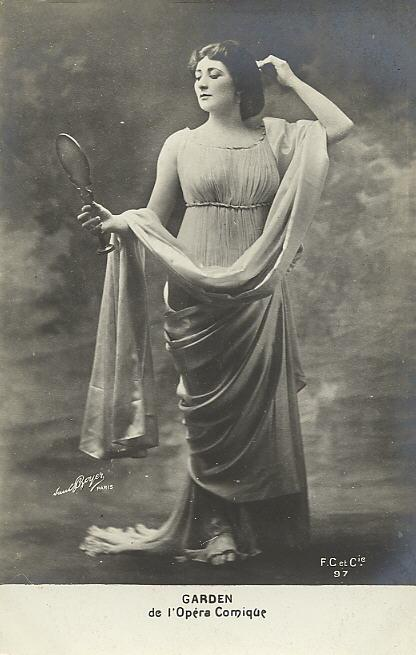

Мэри Гарден (англ. Mary Garden, 20 февраля 1874, Абердин — 3 января 1967, там же) — шотландская оперная певица (сопрано). При жизни получила титул «Сара Бернар оперы».

## Жизнь и творчество
Мэри Гарден родилась на севере Шотландии, выросла в США, в Чикаго. Ещё в юном возрасте училась пению в Чикагской консерватории, затем продолжила своё музыкальное образование в Париже. Её творческий дебют на оперной сцене состоялся в парижской Комеди-опера в апреле 1900 года, когда она исполнила роль Луизы в первой постановке одноимённой оперы Гюстава Шарпантье. В 1902 году она поёт арии Мелизанды на премьере оперы Клода Дебюссии «Пеллеас и Мелизанда». При этом возник конфликт между прима-исполнительницами, переросший в т. н. «войну примадонн» между М.Гарден и Жоржеттой Леблан. Суть его заключалась в том, что бельгийский драматург Морис Метерлинк, автор пьесы «Пеллеас и Мелизанда», состоял в отношениях с Ж. Леблан и пообещал добиться для неё ведущей партии в новой опере. 8 июля 1902 года Дебюсси писал дирижёру своей единственной оперы А. Мессаже по поводу певицы: «Что касается меня, то я не могу представить тембра более нежно вкрадчивого. Это походит даже на тиранию — настолько невозможно его забыть». 
По поводу её образа в главной роли в опере Джузеппе Верди «Травиата» Дебюсси в 1903 году писал: 
Г-жа Гарден была событием вечера; интерпретацией своей она смело откинула всё обычное, традиционное в трактовке роли Виолетты. Её хрустальный голос, столь изысканно хрупкий, казалось, вот-вот надломится, но снова оживал почти сверхъестественно. Всё человеческое страдание принесенного в жертву сердца было заключено в этом голосе; такое понимание искусства идёт дальше написанной музыки.
В 1907 году состоялся дебют певицы в опере «Таис» Жюля Массне в США, в нью-йоркской Метрополитен-опера. Роль Таис в исполнении Мэри Гарден и поныне считается непревзойдённым в постановках этой оперы. В 1910—1931 годах певица являлась членом труппы «Лирической оперы Чикаго» (Lyric Opera of Chicago), и некоторое время её возглавляла. В 1935 году Гарден оставляет большую сцену, выступая с концертами и позднее — как педагог. В 1903—1929 годах музыкальные партии в исполнении Мэри многократно записывались в таких известных фирмах звукозаписи, как Columbia Records и Victor Talking Machine Company. Певица приглашалась для рекламы модной одежды, парфюмерии и табачных изделий. Выступала она и как киноактриса (в 1917—1918 годах).

## Фильмография (немое кино)
- 1917 Thaïs
- 1918 The Splendid Sinner

## Галерея
- - Медиафайлы на Викискладе